# Armazém (Santa Catarina)
Armazém é um município brasileiro do estado de Santa Catarina. Localiza-se a uma latitude 28º15'43" sul e a uma longitude 49º01'03" oeste, estando a uma altitude de 30 metros. Sua população estimada em 2004 era de 7 272 habitantes.
Possui uma área de 138,62 km².

## História

### Origens e povoamento
Em Santa Catarina, os imigrantes que vieram dos Açores colonizaram, em primeiro lugar, as regiões localizadas no litoral, (o fato, é salientado, tendo validade para a totalidade do Brasil), e, em segundo lugar, o planalto.

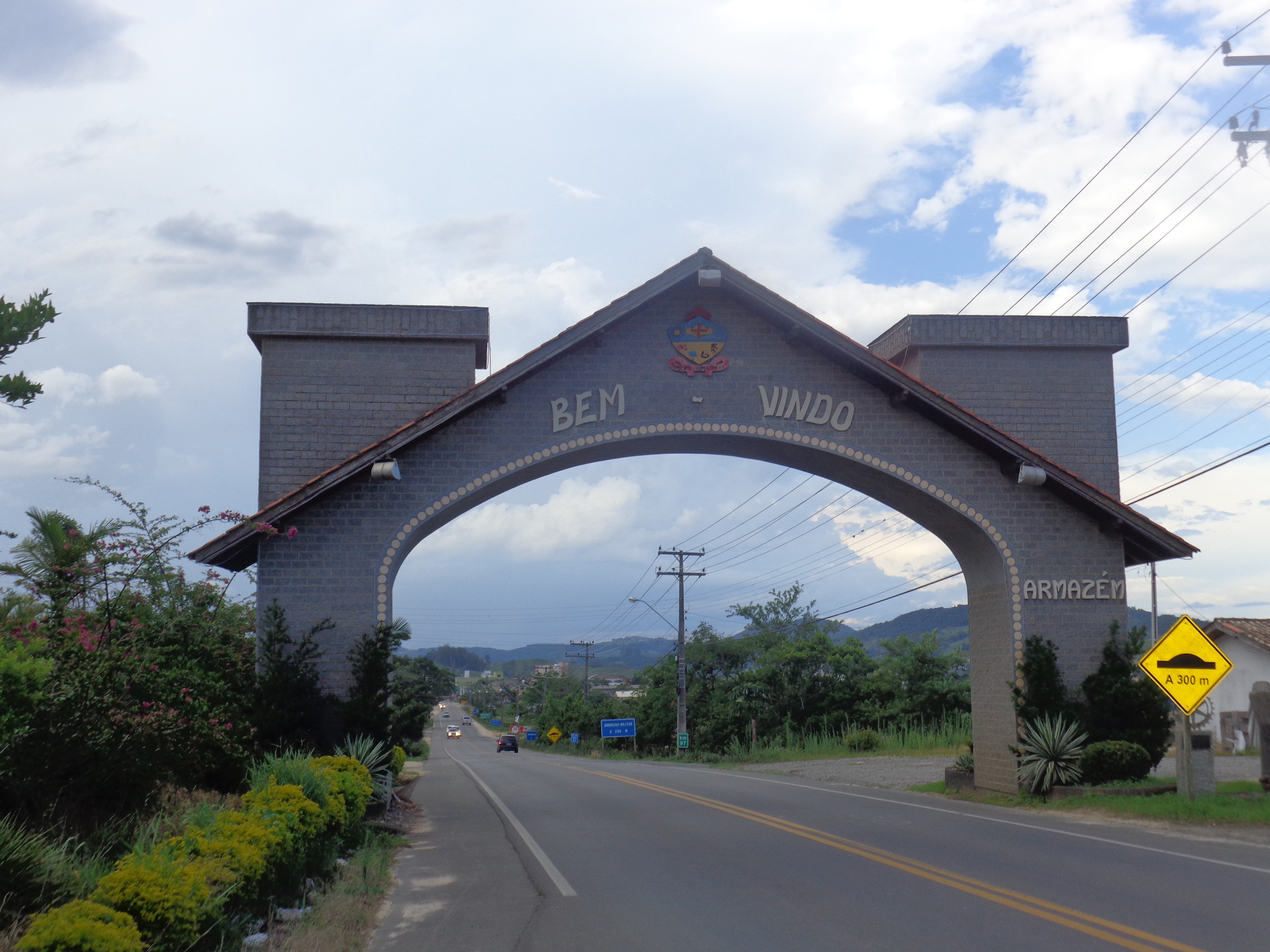
Pórtico de entrada de Armazém

No momento em que nessas regiões eram estabelecidos os vicentistas e açorianos, eram fixados no planalto, durante uma grande quantidade de anos após, paulistas de Piratininga e de demais regiões. Havia dificuldade e lentidão entre ambas as áreas intercambiadas, por causa das serras do Mar e Geral, muralhadas, que se interpõem entre as duas. O primeiro caminho, era feito da região de Laguna até os Campos de Lages. Era a Estrada dos Conventos. Por ali ocorria o trânsito dos tropeiros, que desciam da "Serra", com produtos pastoris e sendo os tropeiros, propriamente ditos, condutores, no caminho de volta, de artigos de primeira necessidade (sal, tecidos, querosene, etc).

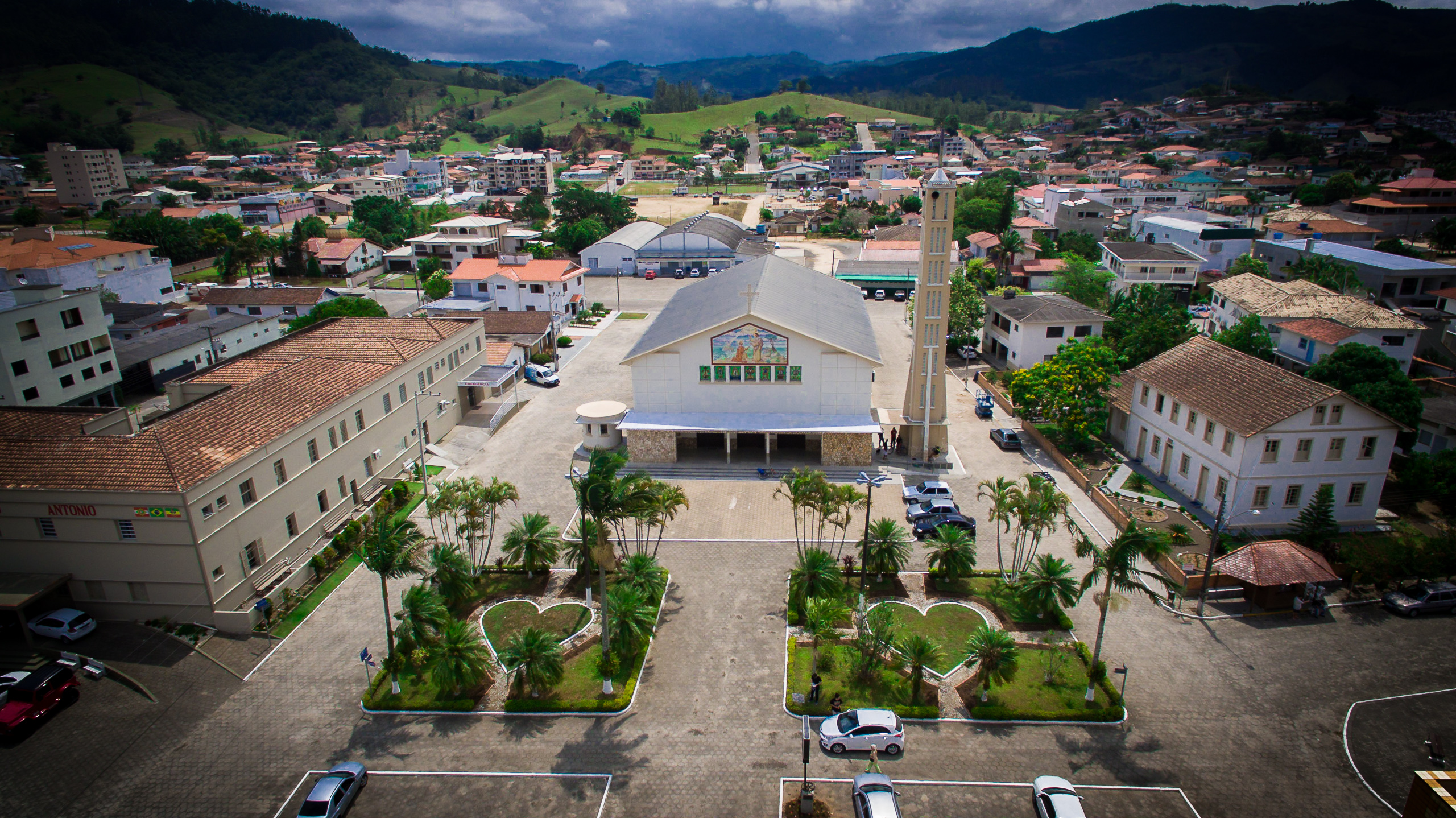
Igreja Matriz São Pedro Apóstolo em Armazém, nov/2016

O município passou a chamar-se Armazém, porque ali existia uma casa comercial de menor porte que se estabeleceu nos "Sertões dos Corrêas" (os Corrêas seriam os primeiros habitantes de Armazém), ponto de frequência dos "Serranos".

### Formação administrativa
A história do município, é prendida, de modo íntimo, à de Tubarão, da qual era distrito em 1901. De acordo com a Lei nº 380, de 19 de dezembro de 1958, era criado o município de Armazém, com território que se desmembrou de Tubarão. O novo município foi instalado em 28 de janeiro de 1959.
O prefeito escolhido sob nomeação do governo estadual foi o senhor José Diomário da Rosa e o senhor Paulo Wensing, o prefeito que venceu as primeiras eleições municipais.

## Como chegar
Armazém está a 30 km de Tubarão e da BR-101. Para chegar, vindo do sul ou do norte do estado, siga pela BR 101 e tome direção oeste pela SC-438 hoje SC 370 até Gravatal, seguindo então pela SC-431 hoje SC 435. Para quem vem do oeste, o melhor caminho é a rota Lages - São Joaquim - Gravatal, seguindo pela mesma SC-438 atual SC 370.